# الکساندریا ویلز
الکساندریا ویلز (انگلیسی: Alexandria Wailes؛ زادهٔ ۲۶ دسامبر ۱۹۷۵) بازیگر اهل ایالات متحده آمریکا است. وی از سال ۲۰۰۶ میلادی تاکنون مشغول فعالیت بوده‌است.